# Batteri 3R12

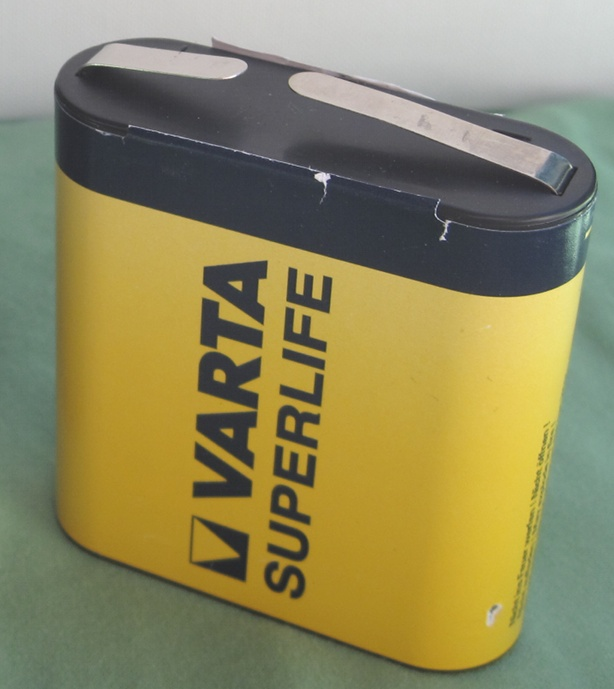
4,5 volt ficklampsbatteri 3R12.
Plus (+) till vänster med kort bleck, Minus (-) till höger med långt bleck.

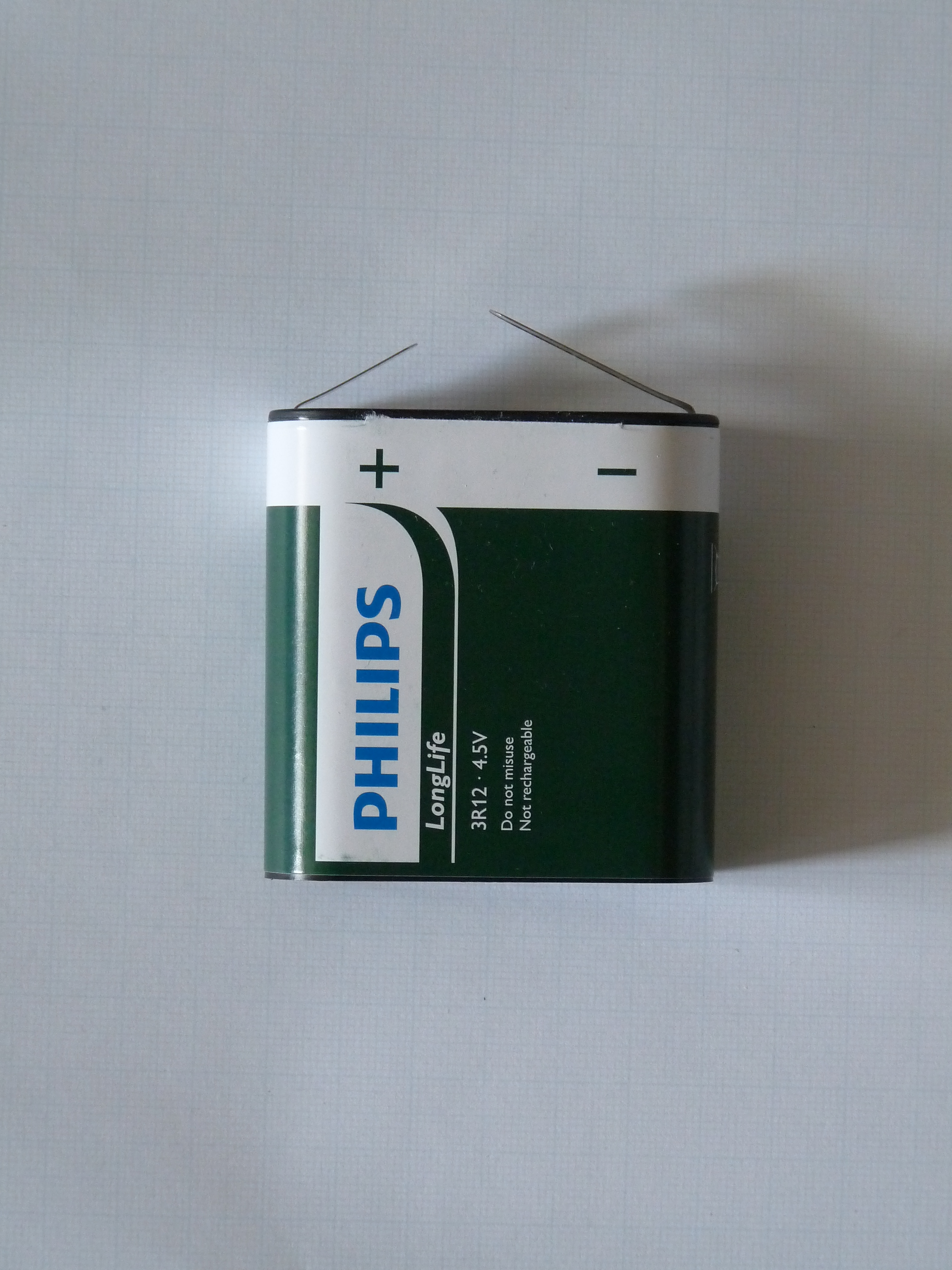
Framsida

Ficklampsbatteri (3R12) är ett rektangulärt, alkaliskt eller zink-kol galvaniskt element som huvudsakligen används i ficklampor men även vissa experimentsatser i elektronik.
I Sverige är den vanligaste varianten 4,5 volt (3R12) med 3–4,8 Ah (49–78 kJ) med måtten 67×62×22 mm. Det korta blecket är pluspol, det långa minus.
| Namn     | IEC nummer  | ANSI/NEDA         | Tillverkares typbeteckning                   |
| -------- | ----------- | ----------------- | -------------------------------------------- |
| 4,5 volt | 3R12, 3LR12 | 3R12, 3LR12, 4.5v | G3LR12, 1289/AD28, 210, GP312S, MN1203, 3336 |

Vanliga tillämpningar är ficklampor, experimentsatser för elektronik mm.
Eftersom batteritypen har blivit mindre vanlig, och därför har blivit förhållandevis dyr, har det kommit adaptrar med samma utseende som använder 3 st AA-batterier istället, vilket ger samma spänning men i de flesta fall något lägre energiinnehåll. 